# Caixa Cultural Recife
A Caixa Cultural Recife é um espaço cultural localizado na cidade do Recife, capital do estado de Pernambuco, Brasil. Integra um conjunto de sete centros culturais criados pela Caixa Econômica Federal em capitais brasileiras.

## História
A Caixa Cultural Recife foi inaugurada em 2012 no edifício do antigo Bank of London & South America Limited, localizado defronte ao Marco Zero, no Recife Antigo. Conta com dois pavimentos de galerias de arte, teatro com 96 lugares, sala multimídia, duas salas para oficinas de arte-educação e amplo foyer.